# Автошлях Т 1401
Автошля́х Т 1401 — автомобільний шлях територіального значення у Львівській області. Проходить територією Самбірського району через Смільницю — Хирів — Стару Сіль — Старий Самбір. Загальна довжина — 30 км.

## Маршрут
Автошлях проходить через такі населені пункти:
| Автошлях Т 1401   |        |
| Львівська область |        |
| Самбірський район |        |
| Смільниця         |        |
| Терло             |        |
| Лопушниця         |        |
| Старява           |        |
| Заріччя           |        |
| Буньковичі        |        |
| Хирів             | Т 1418 |
| Поляна            |        |
| Березів           |        |
| Шумина            |        |
| Стара Сіль        |        |
| Старий Самбір     | Н13    |